# George Blake (Schriftsteller)
George Blake (* 28. Oktober 1893 in Greenock, Schottland; † 29. August 1961 in Glasgow, Schottland) war ein schottischer Schriftsteller und Redakteur.

## Ausbildung, Kriegsteilnahme und Arbeit als Journalist
Blake besuchte an seinem Geburtsort die Greenock Academy. Im Anschluss nahm er ein Jurastudium an der Glasgow University auf, das er auf Grund seiner Teilnahme am Ersten Weltkrieg unterbrach. 1917 wurde er während seines Dienstes in Gallipoli verwundet und schließlich aus selbigem entlassen. Nach seiner Rückkehr wandte Blake sich dem Journalismus zu und begann 1918 unter Herausgeber Neil Munro für die Glasgow Evening News zu schreiben, wo er später den Posten des Feuilletonredakteurs übernahm.
Blake ging 1924 nach London, wo er zunächst Herausgeber der Wochenzeitung John O'Londons's Weekly wurde. 1928 zog es ihn weiter zum Strand Magazine. Zwischen 1930 und 1932 war Blake für das Verlagshaus Faber & Faber tätig und dort hauptsächlich für schottische Literatur zuständig, kehrte jedoch dann wieder nach Schottland und zu den Glasgow Evening News zurück. Während des Zweiten Weltkriegs arbeitete Blake kurzzeitig für das britische Ministry of Information.
Um sich intensiver seiner Arbeit als Autor zu widmen, zog sich Blake ab 1935 aus der journalistischen Arbeit zurück und wurde in Helensburgh sesshaft, ohne aber den Journalismus vollkommen aus den Augen zu verlieren. 1939 schließlich wurde er Herausgeber des Glasgow Evening Citizen. Blake schrieb zudem bis zu seinem Tod 1961 für den Scottish Daily Express und den Glasgow Herald.

## Arbeit als Schriftsteller
Seinen ersten Roman veröffentlichte Blake im Jahr 1922 unter dem Titel The Vagabond Papers. Die in seinen Romanen favorisierten Themen sind vor allem die industrielle Entwicklung und die gesellschaftliche Mittelschicht Schottlands, wobei sich seine Erzählungen hauptsächlich auf seine eigenen Eindrücke aus seiner Heimatstadt Greenock, deren Werften und deren soziale Verhältnisse stützen dürften. Sein bekanntester 1935 veröffentlichter Roman The Shipbuilders beschäftigt sich mit der allmählich untergehenden Schiffbauindustrie und der daraus resultierenden Arbeitslosigkeit in Glasgow. The Shipbuilders, ebenso wie sein Roman Flood Tide, wurden später verfilmt.
Neben fiktionalen Erzählungen verfasste Blake in späteren Jahren auch Sachbücher. So beschäftigte er sich in The Ben Line, Lloyd's Register of Shipping 1760-1960, and The Gourock mit der Geschichte verschiedener Unternehmen der aus Schiffbauindustrie.

## Sonstige Tätigkeiten
Zusätzlich zu seiner Arbeit als Schriftsteller und Redakteur war Blake für viele Jahre als Sprecher beim Radio beschäftigt, wo er unter anderem die Krönung von König George VI. und den Stapellauf der Queen Mary kommentierte.